# Frondipora
Frondipora is een geslacht van mosdiertjes uit de familie van de Frondiporidae en de orde Cyclostomatida. De wetenschappelijke naam ervan werd in 1807 voor het eerst geldig gepubliceerd door Link.

## Soorten
- Frondipora gracilis Canu & Bassler, 1930
- Frondipora maderensis J. Y. Johnson, 1897
- Frondipora masatierrensis Moyano, 1983
- Frondipora palmata Busk, 1875
- Frondipora reticulata (Linnaeus, 1758) (taxon inquirendum)
- Frondipora verrucosa (Lamouroux, 1821)